# Methanimicrococcus blatticola
Methanimicrococcus blatticola (лат.) — вид архей из класса Methanomicrobia, первый выделенный представитель рода Methanimicrococcus.

## История
Вид был выделен из задней кишки таракана Periplaneta americana. Флюоресцентная микроскопия и просвечивающая электронная микроскопия задней кишки Periplaneta americana показали, что микроб в наибольшем количестве встречается в пристеночной микрофлоре.

## Внешний вид
Клетки неправильной кокковидной формы. Отсутствует жёсткая клеточная стенка.

## Метаболизм
Штамм производит метан, разлагая метанол и/или метиламин в присутствии молекулярного водорода.

## Условия обитания
В связи с тем, что клетки лишены прочной клеточной стенки, при низком содержании ионов клетки быстро растворяются. Наибольшая скорость роста наблюдается при температуре 39°С, pH между 7,2—7,7 и концентрации солей ниже 100 ммоль NaCl.

## Родственные связи
Исследования рРНК малых субъединиц рибосом показали, что штамм наиболее близок к семейству Methanosarcinaceae, но не относится к какому-либо ранее выделенному роду, поэтому его выделили в отдельный род и вид.

## Типовой штамм
Типовой штамм — PAT = DSM 13328T.